# Mariano Fernández de Folgueras
Mariano de Fernández de Folgueras (Barcelona, 21 de febrero de 1766 - Manila, 1 de junio de 1823) fue un militar español. Ocupó importantes cargos en Filipinas a principios del siglo XIX. Fue Gobernador General en dos ocasiones, la primera entre el 7 de agosto de 1806 y el 4 de marzo de 1810. La segunda entre el 10 de diciembre de 1816 y el 30 de octubre de 1822.

## Familia
Su nombre completo era Mariano Fernández de Folgueras, Menéndez de Godan, Fernández del Reguero, Valdea Flores.
Era hijo de Antonio Fernández Folgueras Menéndez de Godan, Oficial de la Tesorería del Ejército de Cataluña e Hidalgo de Padrón (Salas) y de Manuela Fernández Flores. Como su padre recibió el título de hidalgo.

## Puestos y honores[3]
- Caballero de la Orden de Santiago,
- Gran Cruz de Isabel la Católica,
- Gran Cruz de la Orden Militar de San Hermenegildo,
- Brigadier de los Ejércitos Nacionales,
- Teniente de la Plaza de Manila,
- Subinspector General de las Islas Filipinas,
- Gobernador General de la Capitanía General de Filipinas,
- Director general del Ejército, Superintendente Subdelegado de la Renta de Correos

## Sus primeros pasos
Comenzó muy joven con la carrera militar y en 1785 fue nombrado subteniente de ingenieros, continuando en ese cuerpo hasta 1805 y alcanzando el grado de sargento mayor de brigada. Participó en el sitio de Oran y luego pasó a prestar servicios en el ejército de Cataluña. Combatió en las acciones de Muga, Monroy y en la defensa de Figueras. Cayó prisionero de los franceses al negarse a la entrega de esta última plaza. En 1800, a las órdenes del Marqués de la Solana, se unió a las tropas de Andalucía que luchaban contra Portugal.

## Su actividad en Filipinas
En 1804 fue nombrado coronel y en 1806 teniente de Manila y segundo cabo del capitán general de la colonia. En ese mismo año falleció el gobernador Rafael María de Aguilar y Ponce de León. En su reemplazo Folgueras fue nombrado gobernador interino. Su formación militar fue de gran ayuda para preparar a la colonia frente a los grandes desafíos que le esperaban. Una de sus primeras acciones fue fortificar los puertos y mejorar las instalaciones militares de Manila y Cavite.
En 1808, al tiempo que las fuerzas napoleónicas ocupaban España, una fuerza naval francesa entró a la bahía de Manila para capturarla. Pero debieron retirarse luego de sufrir grandes pérdidas.
Antes los sucesos que se presentaban en España y en las posesiones americanas, Folgueras manifestó su fidelidad al rey Fernando VII.
En 1808 entregó el mando a su sucesor Manuel González de Aguilar y retomó sus funciones militares como teniente del rey.
En 1816, ante el fallecimiento del gobernador José Gardoqui y Jaraveitía, Mariana Fernández de Folgueras es nombrado nuevamente gobernador interino. En este período se opuso a los liberales y antimonárquicos, prohibiendo incluso sus publicaciones.

## Los independentistas americanos en Filipinas
El 1 de febrero de 1818 arribó frente a la bahía de Manila el corsario de las Provincias Unidas del Río de la Plata, capitán Hipólito Bouchard. Se encontraba circunnavegando el mundo a bordo de la fragata de guerra llamada La Argentina. Su misión era llevar los ideales revolucionarios a todas las colonias españolas y hostilizar a las fuerzas realistas. Inmediatamente puso bajo bloqueo a la bahía cerrando también el acceso por el este con un bloqueo al estrecho de San Bernardino. Cuatro barcos de guerra y numerosos pontines se encontraban en la bahía pero los españoles no se decidían a salir a combatir a mar abierto. Durante dos meses se extendió el bloqueo trayendo grandes perjuicios al comercio ante la prohibición de navegación que había ordenado Folgueras.
Ante la pasividad de los realistas, La fragata La Argentina tomó rumbo norte y frente a Ilocos capturó el bergantín del gobernador de las Marianas que se estaba aproximando a Manila. En el norte de la isla de Luzón apresó al pontín que llevaba el Real Situado a las islas Batanes.
En los sucesivos combates y desembarcos unos veinte hombres fueron capturados por las fuerzas realistas y llevados prisioneros a Manila. De estos cautivos una docena eran anglosajones que servían al servicio de las Provincias Unidas.
La alarma por la incursión de los independentistas se extendió hasta fin de año, y se temían incluso ataques en las Marianas y en las Carolinas. Pero para ese entonces los patriotas sudamericanos habían partido con rumbo a Hawái.

## Revueltas en Manila y muerte de Folgueras
El trienio liberal español, que comenzó en 1820, tuvo fuerte incidencia en el archipiélago. Folgueras debió jurar fidelidad a la Constitución de 1812 y se eligieron como representantes filipinos en las Cortes. También llegaron instrucciones para que se liberaran los extranjeros que estaban prisioneros en las cárceles de Manila. En octubre de 1820 se declaró una gran epidemia de cólera que asoló a la isla y algunos miembros del gobierno culparon a los forasteros de contaminar las fuentes de agua. El 9 de octubre, en un suceso conocido como la Masacre de Manila de 1820, gran número de europeos y chinos fueron asesinados a mano de una turba enardecida.
En 1822 Folgueras entregó el mando a su sucesor, Juan Antonio Martínez, retornando a sus funciones militares.
En mayo de 1823 las diferencias entre peninsulares y criollos se agudizaron. Folgueras había aconsejado remover a todos los oficiales de milicias nativos y reemplazarlos por peninsulares. El 1 de junio el capitán de milicias Andrés Novales, de origen filipino, organizó una revuelta capturando muchos edificios intramuros y consiguiendo el apoyo de la población. Entre las víctimas realistas de los revolucionarios se encontró el exgobernador Mariano de Folgueras.